# 630
630（六百三十、ろっぴゃくさんじゅう）は自然数、また整数において、629の後で631の前の数である。

## 性質
- 630は合成数であり、約数は1, 2, 3, 5, 6, 7, 9, 10, 14, 15, 18, 21, 30, 35, 42, 45, 63, 70, 90, 105, 126, 210, 315, 630である。
  - 約数の和は1872。
    - 153番目の過剰数である。1つ前は624、次は636。

  - 約数を24個もつ7番目の数である。1つ前は600、次は660。
  - 約数の積の値がそれ以前の数を上回る32番目の数である。1つ前は600、次は660。(オンライン整数列大辞典の数列 A034287)
- 630 = 1 + 2 + 3 + 4 + 5 + 6 + 7 + 8 + 9 + 10 + … + 34 + 35
  - 35番目の三角数である。1つ前は595、次は666。
    - 三角数が過剰数になる10番目の数である。1つ前は528、次は666。(オンライン整数列大辞典の数列 A074315)
- 18番目の六角数である。1つ前は561、次は703。
- 155番目のハーシャッド数である。1つ前は629、次は640。
  - 9を基とする49番目のハーシャッド数である。1つ前は621、次は702。
  - 三角数がハーシャッド数になる17番目の数である。1つ前は465、次は666。
- 630 = 2 × 32 × 5 × 7
  - 4つの異なる素因数の積で p 2 × q × r × s の形で表せる2番目の数である。1つ前は420、次は660。(オンライン整数列大辞典の数列 A189982)
- 630 = 112 + 122 + 132 + 142
  - 4連続整数の平方和で表せる数である。1つ前は534、次は734。
- 630 = 12 + 22 + 252 = 12 + 102 + 232 = 52 + 112 + 222 = 92 + 152 + 182 = 102 + 132 + 192
  - 3つの平方数の和5通りで表せる35番目の数である。1つ前は611、次は635。(オンライン整数列大辞典の数列 A025325)
  - 異なる3つの平方数の和5通りで表せる24番目の数である。1つ前は611、次は635。(オンライン整数列大辞典の数列 A025343)
- 630 = 33 + 33 + 43 + 83
  - 4つの正の数の立方数の和で表せる166番目の数である。1つ前は624、次は631。(オンライン整数列大辞典の数列 A003327)
- 630 = 54 + 5
  - n = 5 のときの n 4 + n の値とみたとき1つ前は260、次は1302。(オンライン整数列大辞典の数列 A091940)
- n = 6 のときの n と 5n を並べてできる数である。1つ前は525、次は735。(オンライン整数列大辞典の数列 A019553)
- 約数の和が630になる数は2個ある。(328, 356) 約数の和2個で表せる45番目の数である。1つ前は608、次は632。

## その他 630 に関連すること
- 西暦630年
- 紀元前630年
- 6時30分を指す。その為放送開始6時30分のニュース番組のタイトルに使われる場合が多い。
  - アタック630
  - あさ630
  - とちぎ630
  - イブニングニュース630
  - 630かがわ
  - おうみ発630
  - ワイド630
  - ほっとぐんま630
  - ニュース630
  - NSTワイド630
- AK-630
- Macintosh LC 630